# Fenbufeno
El fenbufeno es un medicamento antiinflamatorio no esteroideo utilizado para tratar el dolor. Pertenece a la clase de los derivados del ácido propiónico.
Fue introducido por la empresa American Cyanamid bajo el nombre comercial Lederfen en la década de 1980. Debido a su toxicidad hepática, fue retirado de los mercados del mundo desarrollado en 2010.: 370, 383–384 
A partir de 2015, seguía estando disponible en Taiwán y Tailandia bajo varias marcas comerciales.

## Preparación
El fenbufeno puede sintetizarse mediante acilación del bifenilo con anhídrido succínico bajo condiciones de la reacción de Friedel-Crafts.